# Single numer jeden w roku 2003 (Polska)
Notowanie Polish Airplay Chart przedstawia najpopularniejsze utwory w polskich rozgłośniach radiowych. Dane w roku 2003 publikowane i kompletowane były przez firmę PiF PaF Production w oparciu o cotygodniową liczbę odegrań w radio. Poniżej znajdują się tabele prezentujące najpopularniejsze single we wszystkich rozgłośniach (Lista Krajowa) oraz najpopularniejsze single w stacjach lokalnych i regionalnych (Lista Regionalna) w roku 2003.

## Polish Airplay Chart
| Tydzień | Lista Krajowa                                    | Lista Krajowa                | Źródło | Lista Regionalna                                 | Lista Regionalna                 | Źródło |
| Tydzień | Wykonawca                                        | Utwór                        | Źródło | Wykonawca                                        | Utwór                            | Źródło |
| ------- | ------------------------------------------------ | ---------------------------- | ------ | ------------------------------------------------ | -------------------------------- | ------ |
| 1/2003  | Robbie Williams                                  | „Feel”                       | [ 1 ]  | Kasia Kowalska                                   | „Pieprz i sól”                   | [ 2 ]  |
| 2/2003  | Robbie Williams                                  | „Feel”                       | [ 3 ]  | Edyta Górniak                                    | „Impossible”                     | [ 4 ]  |
| 3/2003  | Robbie Williams                                  | „Feel”                       | [ 5 ]  | 2 Sweet                                          | „Bomba Latina”                   | [ 6 ]  |
| 4/2003  | Robbie Williams                                  | „Feel”                       | [ 7 ]  | Borysewicz & Kukiz                               | „Bo tutaj jest jak jest”         | [ 8 ]  |
| 5/2003  | Robbie Williams                                  | „Feel”                       | [ 9 ]  | Krzysztof Krawczyk                               | „Jestem sobą”                    | [ 10 ] |
| 6/2003  | Robbie Williams                                  | „Feel”                       | [ 11 ] | Céline Dion                                      | „I Drove All Night”              | [ 12 ] |
| 7/2003  | Moby                                             | „In This World”              | [ 13 ] | Moony                                            | „Acrobats”                       | [ 14 ] |
| 8/2003  | Moby                                             | „In This World”              | [ 15 ] | LeAnn Rimes                                      | „Suddenly”                       | [ 16 ] |
| 9/2003  | Moby                                             | „In This World”              | [ 17 ] | Laura Pausini                                    | „Surrender”                      | [ 18 ] |
| 10/2003 | Moby                                             | „In This World”              | [ 19 ] | Ewelina Flinta                                   | „Żałuję”                         | [ 20 ] |
| 11/2003 | Blue Café                                        | „You May Be in Love”         | [ 21 ] | Counting Crows feat. Vanessa Carlton             | „Big Yellow Taxi”                | [ 22 ] |
| 12/2003 | Blue Café                                        | „You May Be in Love”         | [ 23 ] | Lionel Richie feat. Enrique Iglesias             | „To Love a Woman”                | [ 24 ] |
| 13/2003 | Blue Café                                        | „You May Be in Love”         | [ 25 ] | Fleetwood Mac                                    | „Pacekeeper”                     | [ 26 ] |
| 14/2003 | Borysewicz & Kukiz                               | „Bo tutaj jest jak jest”     | [ 27 ] | Madonna                                          | „American Life”                  | [ 28 ] |
| 15/2003 | Borysewicz & Kukiz                               | „Bo tutaj jest jak jest”     | [ 29 ] | Simply Red                                       | „Sunrise”                        | [ 30 ] |
| 16/2003 | Borysewicz & Kukiz                               | „Bo tutaj jest jak jest”     | [ 31 ] | Sixpence None the Richer                         | „Don’t Dream It’s Over”          | [ 32 ] |
| 17/2003 | Borysewicz & Kukiz                               | „Bo tutaj jest jak jest”     | [ 33 ] | Sugababes                                        | „Shape”                          | [ 34 ] |
| 18/2003 | Borysewicz & Kukiz                               | „Bo tutaj jest jak jest”     | [ 35 ] | Blue Café                                        | „Do nieba”                       | [ 36 ] |
| 19/2003 | Ewelina Flinta                                   | „Żałuję”                     | [ 37 ] | Robin Thicke                                     | „When I Get You Alone”           | [ 38 ] |
| 20/2003 | Ewelina Flinta                                   | „Żałuję”                     | [ 39 ] | Annie Lennox                                     | „Pavement Cracks”                | [ 40 ] |
| 21/2003 | Ewelina Flinta                                   | „Żałuję”                     | [ 41 ] | Céline Dion                                      | „One Heart”                      | [ 42 ] |
| 22/2003 | Craig David feat. Sting                          | „Rise & Fall”                | [ 43 ] | Santana feat. Dido                               | „Feels like Fire”                | [ 44 ] |
| 23/2003 | Craig David feat. Sting                          | „Rise & Fall”                | [ 45 ] | Madonna                                          | „Hollywood”                      | [ 46 ] |
| 24/2003 | Ewelina Flinta                                   | „Żałuję”                     | [ 47 ] | Madonna                                          | „Hollywood”                      | [ 48 ] |
| 25/2003 | Ewelina Flinta                                   | „Żałuję”                     | [ 49 ] | Busta Rhymes feat. Mariah Carey & Flipmode Squad | „I Know What You Want”           | [ 50 ] |
| 26/2003 | Marcin Rozynek                                   | „Siłacz”                     | [ 51 ] | The Vinylstic                                    | „I’m Confessin’ That I Love You” | [ 52 ] |
| 27/2003 | Marcin Rozynek                                   | „Siłacz”                     | [ 53 ] | Eminem                                           | „Business”                       | [ 54 ] |
| 28/2003 | Łzy                                              | „Oczy szeroko zamknięte”     | [ 55 ] | Sting                                            | „Send Your Love”                 | [ 56 ] |
| 29/2003 | Reamonn                                          | „Star”                       | [ 57 ] | Sting                                            | „Send Your Love”                 | [ 58 ] |
| 30/2003 | Łzy                                              | „Oczy szeroko zamknięte”     | [ 59 ] | Macy Gray                                        | „She Ain’t Right for You”        | [ 60 ] |
| 31/2003 | Bajm                                             | „Myśli i słowa”              | [ 61 ] | Kayah                                            | „Testosteron”                    | [ 62 ] |
| 32/2003 | Borysewicz & Kukiz                               | „Jeśli tylko chcesz”         | [ 63 ] | Justin Timberlake                                | „Rock Your Body”                 | [ 64 ] |
| 33/2003 | Borysewicz & Kukiz                               | „Jeśli tylko chcesz”         | [ 65 ] | Kasia Klich                                      | „Pies ogrodnika”                 | [ 66 ] |
| 34/2003 | Borysewicz & Kukiz                               | „Jeśli tylko chcesz”         | [ 67 ] | Dido                                             | „White Flag”                     | [ 68 ] |
| 35/2003 | Busta Rhymes feat. Mariah Carey & Flipmode Squad | „I Know What You Want”       | [ 69 ] | Jenifer                                          | „Au soleil”                      | [ 70 ] |
| 36/2003 | Busta Rhymes feat. Mariah Carey & Flipmode Squad | „I Know What You Want”       | [ 71 ] | Bajm                                             | „Być z Tobą”                     | [ 72 ] |
| 37/2003 | The Rasmus                                       | „In the Shadows”             | [ 73 ] | Patrick Nuo                                      | „Reanimate”                      | [ 74 ] |
| 38/2003 | The Rasmus                                       | „In the Shadows”             | [ 75 ] | Sarah Connor                                     | „Bounce”                         | [ 76 ] |
| 39/2003 | The Rasmus                                       | „In the Shadows”             | [ 54 ] | Sophie Ellis-Bextor                              | „Mixed Up World”                 | [ 54 ] |
| 40/2003 | The Rasmus                                       | „In the Shadows”             | [ 77 ] | R.E.M.                                           | „Bad Day”                        | [ 78 ] |
| 41/2003 | The Rasmus                                       | „In the Shadows”             | [ 79 ] | Eros Ramazzotti                                  | „Un attimo di pace”              | [ 80 ] |
| 42/2003 | Dido                                             | „White Flag”                 | [ 81 ] | Texas                                            | „Carnival Girl”                  | [ 82 ] |
| 43/2003 | Dido                                             | „White Flag”                 | [ 83 ] | Sugababes                                        | „Hole in the Head”               | [ 84 ] |
| 44/2003 | Dido                                             | „White Flag”                 | [ 85 ] | Reni Jusis                                       | „Ostatni raz (nim zniknę)”       | [ 86 ] |
| 45/2003 | Dido                                             | „White Flag”                 | [ 87 ] | Michael Jackson                                  | „One More Chance”                | [ 88 ] |
| 46/2003 | Dido                                             | „White Flag”                 | [ 89 ] | Garou                                            | „Reviens (Où te caches-tu?)”     | [ 54 ] |
| 47/2003 | The Black Eyed Peas                              | „Where Is the Love?”         | [ 90 ] | Blue Café                                        | „Love Song”                      | [ 91 ] |
| 48/2003 | Céline Dion                                      | „Tout l’or des hommes”       | [ 54 ] | Simply Red                                       | „You Make Me Feel Brand New”     | [ 54 ] |
| 49/2003 | Céline Dion                                      | „Tout l’or des hommes”       | [ 92 ] | Tray feat. Kasa                                  | „I Do!”                          | [ 93 ] |
| 50/2003 | Céline Dion                                      | „Tout l’or des hommes”       | [ 94 ] | The Black Eyed Peas                              | „Shut Up”                        | [ 95 ] |
| 51/2003 | Garou                                            | „Reviens (Où te caches-tu?)” | [ 96 ] | Dido                                             | „Life for Rent”                  | [ 97 ] |